# Бродське-Кути
Бродське-Кути (словац. Brodské – Kúty) — меліоративний канал; впадає в річку Миява, протікає в округах Скалиця і Сениця.
Довжина приблизно 7.2 км. Витік знаходиться в Загорській низовині (геоморфологічна підодиниця Борська низовина) — відгалуження Бродського каналу.
Протікає територією сіл Борськи Святий Юр, Кути і Бродське.